# Johann Nepomuk Fischer
Johann Nepomuk Fischer (29. května 1777, Rumburk – 17. října 1847, Praha) byl rakouský a český oční lékař německé národnosti, první profesor oftalmologie na Karlo-Ferdinandově univerzitě.

## Život

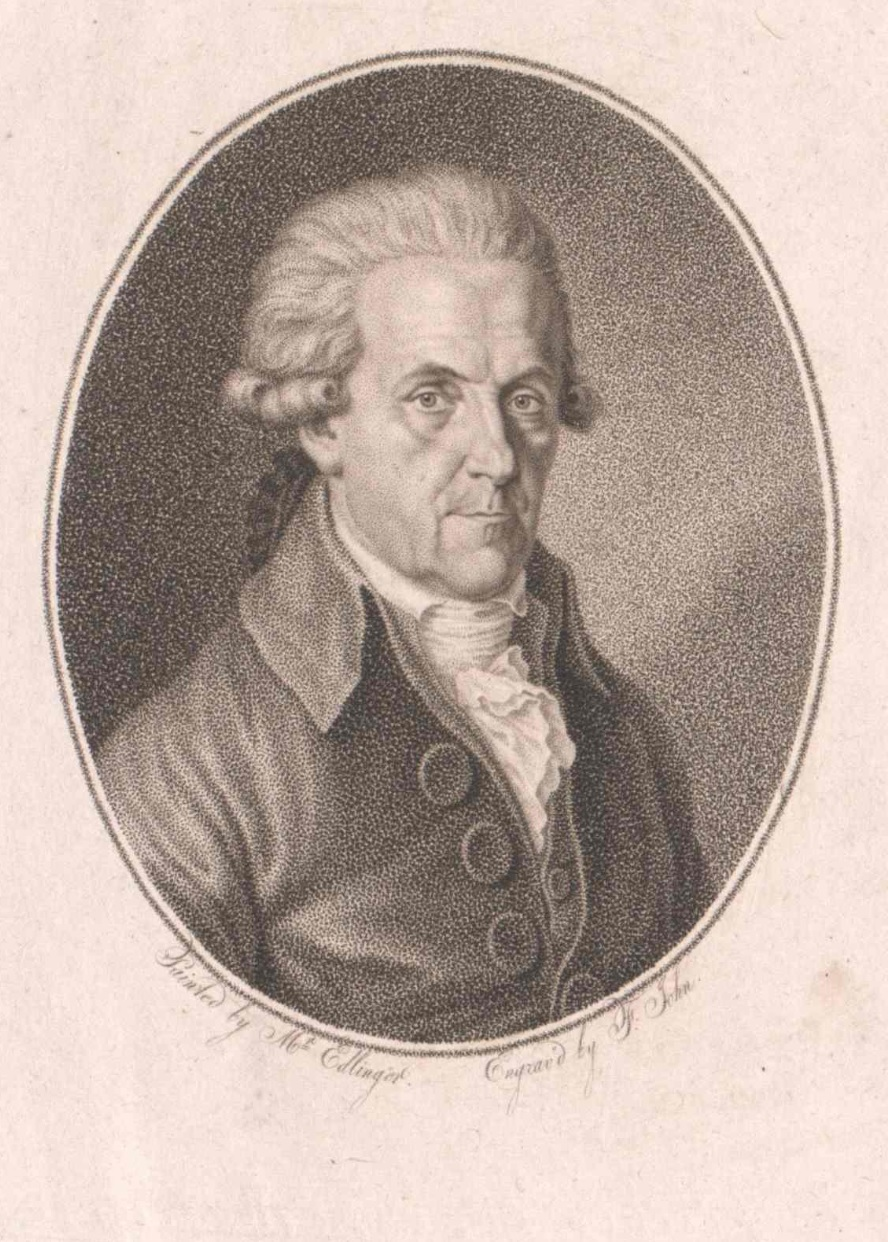
J. N. Fischer od M. Edlingera (rytina: F. John)

Johann Nepomuk Fischer se narodil 29. května 1777 v severočeském Rumburku v rodině kožešníka Tobiase Fischera. Jeho rodiče si původně přáli, aby se stal duchovním. Sám však dospěl k rozhodnutí, že k duchovnímu stavu není povolán a že si "chce vyvolit zaměstnání, ve kterém by byl lidem nejvíce prospěšný". V roce 1806 absolvoval medicínská studia ve Vídni a v očním lékařství se zde vzdělal u Josefa Beera, pozdějšího přednosty vůbec první samostatné oftalmologické katedry, založené na Vídeňské univerzitě v roce 1812.
Na jaře roku 1807 se vrátil do Prahy a od roku 1808 byl pomocníkem českého stavovského očního lékaře Františka Svobody, očního operatéra ještě bez medicínského vzdělání, který poskytoval pomoc nemajetným pacientům. Po jeho smrti v roce 1814 se stal Fischer jeho nástupcem, resp. prvním aprobovaným očním lékařem ve Stavovském ústavu očního lékařství. Zemským okulistou byl šest let a v roce 1820 se stal prvním profesorem oftalmologie na Karlo-Ferdinandově univerzitě a přednostou oční kliniky. V roce 1843 byl potom zvolen rektorem pražské univerzity. Byl členem řady vědeckých společností a napsal řadu pojednání i samostatných knih.
Johann Nepomuk Fischer zemřel v Praze 17. října 1847. V roce 1891 mu byla v rodném Rumburku odhalena pamětní deska s nápisem: Zur Erinnerung am Dr. Med. Joh. Nep. Fischer, K. k. Professor der Augenheilkunde. Geb. am 29. Mai 1777 zu Rumburg. Gest. am 17. Okt. 1847 zu Prag.

## Dílo
Fischerova činnost na Karlo-Ferdinandově univerzitě spadá do období před objevem oftalmoskopie, asepse i anestézie. Podle dobových pramenů byl především zručným operatérem a dobrým klinickým učitelem. Nasvědčují tomu nejen jeho dvě učebnice, ale především to, že vychoval několik vynikajících žáků, skutečnou pražskou oftalmologickou školu, která se pak významně zasloužila o další rozvoj oboru. Jedná se zvláště o Josefa Arnošta Rybu (1795–1856), Ferdinanda Artla (1812–1887) a Josefa Hasnera (1819–1892).
- Klinischer Unterricht in der Augenheilkunde. Prag : In Commission bei Borrosch und André, 1832. lxvii, 416, [2] s.
- Abbildungen des Thraenenschlauches und einer merkwürdigen Metamorphose der Regenbogenhaut. [Prag, 1832].
- Die Krankheiten der durchsichtigen Hornhaut in systematischer Ordnung. Prag : Gedruckt bei Johan Spurny, 1833. 64 [2] s. ; 20 cm.
- Darstellung des Apparates zur Thränenableitung in anatomischer, physiologischer und pathologischer Hinsicht : Mit fünf lythographirten Abbildungen. Prag Haase 1835. 75 S., VI, [1] Bl [6] Ill. (Lithogr.) 8°
- Dissertatio Inauguralis Medico-Ophthalmiatrica, Sistens Historias Synopticas Ophthalmiarum Quatuor, Phaenomenis Et Decursu Singularium, In Clinico Ophtalmiatrico Pragensi Tractatarum : Quam ... Pro Doctoratus Medicinae Laurea ... In Alma Ac Antiquissima ... Universitate Pragensi Publicae Eruditorum Disquisitioni Submittit Franz von Pitha, Bohemus Řakomensis ; In theses adnexas disputabitur ... anno MDCCCXXXVI. Pragae Pospišil [1836]. 28 s., [2] l. 8°
- Ergänzung der klinischen Unterrichtes in der Augenheilkunde [rukopis]. [S.l.: s.n., 1839]. Průběžné str.
- Lehrbuch der gesammten Entzündungen und organischen Krankheiten des menschlichen Auges, seiner Schutz- und Hilfsorgane. Prag: In Commission bei Borrosch & André, 1846. xx, 411 s.